# Le Plessier-sur-Bulles

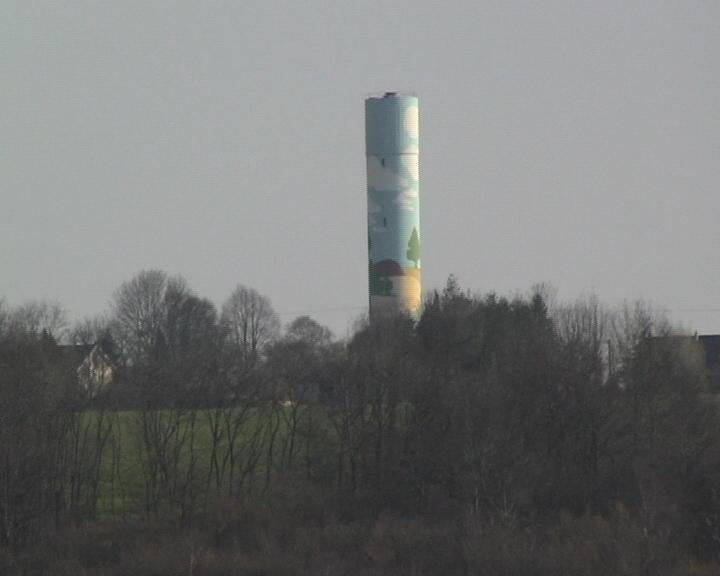

Le Plessier-sur-Bulles is een gemeente in het Franse departement Oise (regio Hauts-de-France) en telt 153 inwoners (2004). De plaats maakt deel uit van het arrondissement Clermont.

## Geografie
De oppervlakte van Le Plessier-sur-Bulles bedraagt 3,9 km², de bevolkingsdichtheid is 39,2 inwoners per km².
De onderstaande kaart toont de ligging van Le Plessier-sur-Bulles met de belangrijkste infrastructuur en aangrenzende gemeenten.

## Demografie
Onderstaande figuur toont het verloop van het inwonertal (bron: INSEE-tellingen).